# Cougar Gold sajt
A Cougar Gold a Washingtoni Állami Egyetem pullmani campusán található Ferdinand Tejüzemben készülő fehér színű, erős aromájú cheddar.

## Történet
A Washingtoni Állami Egyetem az 1940-es években kezdett sajtgyártásba, miután az amerikai kormányzat és az American Can Company által finanszírozott projekt keretében a sajt konzervdobozban való tárolhatóságára keresték a választ. A Cougar Gold gyártása is ekkor kezdődött; nevét Dr. N. S. Goldingról, a kutatás egyik vezetőjéről kapta.
Az Amerikai Sajttársaság a Cougar Goldot 1993-ban kékszalaggal jutalmazta, majd a termék az 1995-ös USA sajtbajnokságon ezüstérmes lett. A 2000-es nemzetközi sajtversenyen a Cougar Gold ezüst-, a 2006-oson pedig aranyérmet kapott.

## Előállítás
A sajtot a csarnok többi termékéhez hasonlóan 30 uncia (85 dekagramm) űrtartalmú konzervdobozban hozzák forgalomba. A terméket értékesítés előtt legalább egy évig érlelik. A sajt megfelelő hűtés mellett korlátlan ideig megőrzi szavatosságát. Az étel ízvilága az amerikai svájci-, valamint a gouda sajtéhoz hasonló; az idő múlásával aromásabbá, szárazabbá és omlósabbá válik.
A WSU Creamery nyolc különböző ízű sajtot, és számos jégkrémet is előállít; a tejüzemhez tartozó fagylaltozóban történő árusítás, és az országszerte történő terjesztésre való előkészítés is a hallgatók feladata.

## Fordítás
Ez a szócikk részben vagy egészben  a   Cougar Gold cheese című angol Wikipédia-szócikk ezen változatának fordításán alapul.  Az eredeti cikk szerkesztőit annak laptörténete sorolja fel. Ez a jelzés csupán a megfogalmazás eredetét és a szerzői jogokat jelzi, nem szolgál a cikkben szereplő információk forrásmegjelöléseként.